# 马鞍山双盖蕨
马鞍山双盖蕨（学名：[Diplazium maonense] 错误：{{Lang}}：文本有斜体标记（帮助）），为蹄盖蕨科双盖蕨属下的一个植物种。